# Клион (Приморски Шарант)
Клион (фр. Clion) насеље је и општина у западној Француској у региону Поату-Шарант, у департману Приморски Шарант која припада префектури Жонзак.
По подацима из 2011. године у општини је живело 819 становника, а густина насељености је износила 51,7 становника/km². Општина се простире на површини од 15,84 km². Налази се на средњој надморској висини од 34 метара (максималној 43 m, а минималној 20 m).

## Демографија
| 1962. | 1968. | 1975. | 1982. | 1990. | 1999. | 2011. |
| ----- | ----- | ----- | ----- | ----- | ----- | ----- |
| 657   | 679   | 596   | 715   | 743   | 723   | 819   |

График промене броја становника у току последњих година